# Eetu Qvist
Eetu Qvist, född 16 juni 1983 i Kuopio, är en finländsk ishockeyspelare som spelar för IPK. Han spelade för BIK Karlskoga 2010/2011 och 2011/2012 samt för Sundsvall 2012/2013 och Asplöven 2013/2014. Han kom inför säsongen 2009/2010 till IF Björklöven i Umeå från seriekonkurrenten IK Oskarshamn.